# ウード

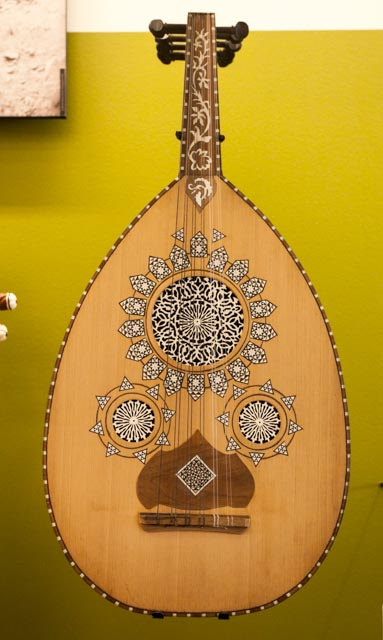
ウード

ウード（アラビア語: عود（ˁūd）、トルコ語: ud、ペルシア語: بربط（barbat）、英語: oud、スペイン語: laúd）は、リュート属に分類される撥弦楽器。
プレクトラムを用いて演奏する。中東から（アラビア、イラクなど）北アフリカのモロッコにかけてのアラブ音楽文化圏、そしてギリシャで使われる。リュートや琵琶と近縁であり、半卵形状の共鳴胴を持ち、ネックの先が大きく反っている。ただし、リュートや琵琶と違いフレットを持たない。弦は一般に6コース11弦で、10本の弦を5対の複弦とし最低音の弦のみ単弦である。

## 語源
楽器の「ウード」(ならびに語源的に近縁なリュート)の語源ははっきりしないが、アラビア語のالعود (al-ʿūd) は文字通りには藁のような形状の薄い木片を指す。よってウードの演奏に伝統的に用いられていた木製のプレクトラムや、背面に使われる薄い木片や、類似の皮張りの楽器とは異なる木製の共鳴板を指しているのかもしれない。en:Eckhard Neubauerの近年の研究によれば、ウードという単語は、糸や弦楽器やリュートを指すペルシャ語の単語 rud の単なる借用語である可能性がある。

## 歴史

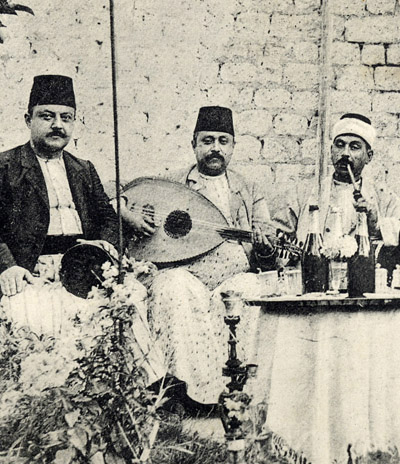
1915年ごろのシリアのアレッポの音楽家たち

ファーラービーによると、ウードはアダムの六世孫であるレメクによって発明されたという。この伝説では、息子の死を悲しむレメクがその死体を木に架けたという。そして息子の漂白された骨の形から、最初のウードの着想を得たという。
リュート系の楽器の最古の図像的記録は、ウルク期の南部メソポタミア(現在のナーシリーヤ市)にさかのぼる。これはDominique Collon博士により発見された5000年以上前の円筒印章上のもので、現在大英博物館に所蔵されている。
テュルク系民族の同系の楽器に、「コプズ(コムズ)」(en:komuz)という楽器がある。かつてこの楽器には魔力があると信じられ、戦場の軍楽隊で使用された。このことは突厥碑文に記録され、軍楽隊は後代に他のテュルク系国家やヨーロッパ人によって使用された。音楽学者のジヌチェン・タンルコルルen:Çinuçen Tanrıkorurは、今日のウードは中央アジア付近のテュルク系民族のコプズから派生したものであり、追加弦は彼らによって追加されたものだとしている。
ウードはイラクで特に長い伝統を有しており、イラクでは「その音楽には国の魂が宿る」と言われている。 9世紀のバグダードの法学者は楽器の持つ癒しの力を称賛し、19世紀の作家のムハンマド・シハーブ・アッ＝ディーンは「情緒を平静に置き」「心を落ち着けよみがえらせる」と述べた。2003年のイラク進攻en:2003 invasion of Iraqと世俗派のバアス党の崩壊に伴い、世俗的音楽を「ハラーム」（禁止）とみなすイスラーム過激派の増加によって、多くのウード演奏者と教師は潜伏や亡命を余儀なくさせられた。
1923年に起きたギリシャとトルコの住民交換により現在のトルコからギリシャに移住してきた人たちにより、ギリシャ本土でもウードがポピュラーな楽器となり、現在ではレベティコなどギリシャの伝統音楽において重要な楽器の一つとなっている。また、2022年にウードの製作と演奏はシリアとイランの推薦により、UNESCOの無形文化遺産に登録されている。

## 構造
ネック：ウードはその他の多くの撥弦楽器と異なり、ネック(棹)（en:Neck (music)）にフレット（柱）を持たない。それにより奏者はグリッサンドやトリル(en:Trill (music))の技法をより良く表現できる。またフレットがないことによりマカームに見られる微分音を演奏できる。   
ウードにフレットがないのは後代の改良の結果である。1100年ごろのウードにはフレットが存在したが、1300年にはフレットは消失した。ウードからフレットが除かれたことは、中東音楽の発展が装飾音を重視していたことを反映している。   
弦：多くのウードは11本の弦を持つ。10本の弦は、5コースの複弦であり、11本目の弦は最低音の1本で、単弦である。ウードの演奏に用いる力は現代のギターに比べると軽い。   
ペグボックス：ウードのペグボックス(糸蔵)(en:Pegbox）はネックから45度から90度曲がっている。   
胴：ウードの胴の背面は半卵形状に膨らんでおり、ギターの背面のように平らではない。この設計によってウードは共鳴を生み出し、複雑な音色を作る。   
サウンドホール：ウードには1から3のサウンドホールがある（en:Sound hole）。

## プレクトラム

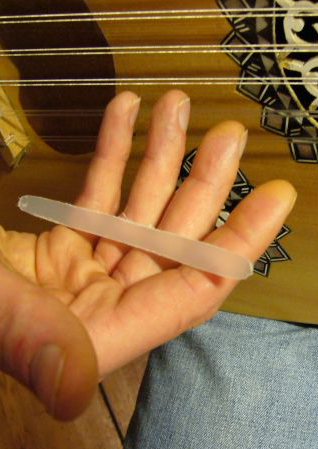
リーシャ

ウードのプレクトラムの長さは人差し指よりも少し長い。アラビア語ではこのプレクトラムを「リーシャ」（reesheまたはrisha）といい、トルコではmızrapという。伝統的には、ウードのプレクトラムはタカの羽軸や亀の甲羅を使って作る。しかし今日では安いプラスチック製のプレクトラムが一般的である。   
ウード奏者はプレクトラムの質への要求が厳しく、通常はプラスチック製品から自作する。ウード奏者は、サンドペーパーでプレクトラムのへりをとがらせて、最高の音色が出せるように気を付ける。

## 各地の種類
以下は各地のウードの種類であり、こうしたウードは形状や調律に大きな差がある。   

### アラブ・ウード
- シリア・ウード：やや大きて長く、音高がやや低い。
- イラク・ウード：（ムニール・バシールMunir Bechir形）：大きさはシリア・ウードに似る。特徴は浮動式の駒（en:Bridge (instrument)）であり、この設計により集中的に中度の周波数を発することが出来るので、ギターのような音が出る。この種のウードはイラクのウード名人ムニール・バシールen:Munir Bashirの設計による。
- エジプト・ウード：造形はシリア・ウードとイラク・ウードに似るが、よりナシ形である。音高が僅かに異なる。エジプト・ウードの装飾はより華麗である。

### トルコ・ウード
トルコ語:“ud”、ギリシアやアルメニアで使用される類型を含み、ギリシアでは“outi”という。大きさはより小さく、ネックがより短く、音がより高く、音色がより明亮である。   

### ペルシャ・ウード（バルバット）
アラブ・ウードより小型で、アラブ・ウードと音調が異なり、音高がより高い。トルコ・ウードと似るが、より小さい。

### カディーム（古い）・ウード
北アフリカのウードだが、すでに使用する人がいない。   

### ウードではない楽器
ギリシアの楽器のen:Laoutoとen:Lavtaは、その形はウードに似るが、奏法が大いに異なり、フレットを持つ。その源流はビザンティン・リュート(Byzantine lutes）にさかのぼる。Laoutoはクレタ島で使用される。

## ウードの調律
ウードには各種の調律法がある。以下に述べる調律は、最下部の単弦から最上部の双弦への順の配列である。   

### アラブ・ウードの調律
- G A D G C F
- D G A D G C
- C F A D G C
- C E A D G C
- F A D G C F

### トルコ・ウードの調律
- 旧式トルコ古典調律：A D E A D G
- 新式トルコ古典調律：F# B E A D G
- トルコ/アルメニア式調律： E A B E A D
- トルコ/アルメニア式調律変体:  C# F# B E A D
- ジュンブシュ調律: D E A D G C

## 奏者
- ラビ・アブ・カリル（ラビーウ・アブーハリール）
- ムハンマド・アブドゥルワッハーブ
- 常味裕司
- アヌアル・ブラヒム
- ヤクーブ・シャヒーン
- ジョセフ・タワドロス